# Liisa Orko

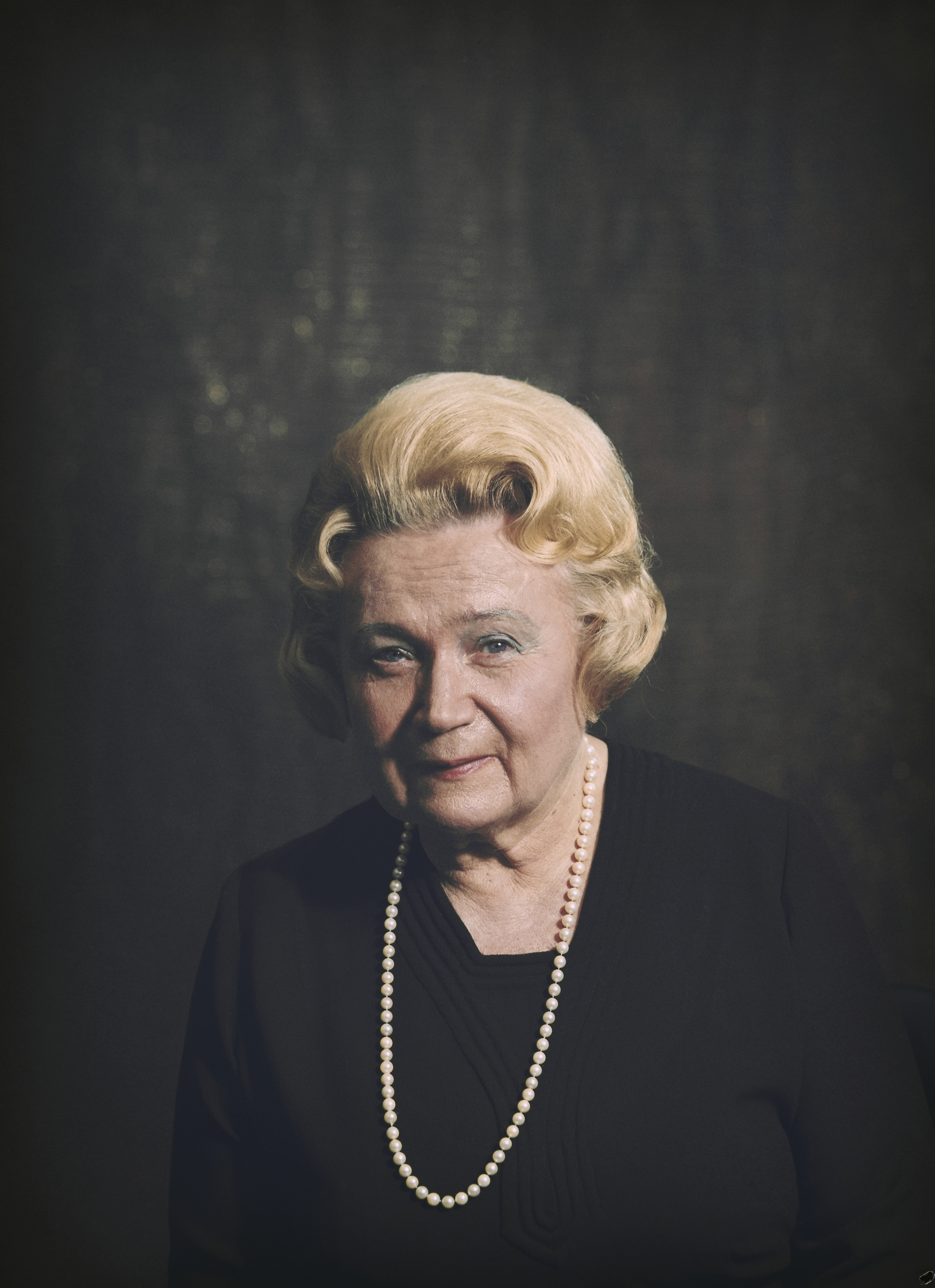
Liisa Orko.

Liisa Orko, född 30 juli 1902 i Björneborg, död 14 september 1987 i Helsingfors, var en finländsk gymnastiklärare. Hon ingick 1930 äktenskap med filmproducenten Risto Orko. 
Orko var under åren 1925–1945 verksam vid skolor i Björneborg och Helsingfors, men innehade även ledande poster inom Suomi-Filmi-koncernen. Hon fungerade som gymnastikinstruktör i olika sammanhang och tilldelades ett stort antal förtroendeuppdrag i nationella och internationella kvinnogymnastikorganisationer. Hon var bland annat ordförande för det nationella kvinnogymnastikförbundet Suomen naisten liikuntakasvatusliitto  1954–1980. Hon var medlem av kvinnogymnastikens olympiska kommitté 1951–1952 och överdomare för kvinnogymnastiktävlingarna vid Helsingforsolympiaden 1952. Hon tilldelades professors titel 1971 och blev hedersdoktor i gymnastik- och idrottsvetenskaper 1982.